# Río Kerest
El río Kerest (del ruso: Керéсть) o río Kérest (Кéресть) es un río del óblast de Nóvgorod, en Rusia, afluente por la izquierda del Vóljov.
Surge de la región pantanosa del raión de Nóvgorod, cerca de la frontera con el de Batetski, cerca de las fuentes del río Luga. La ciudad más importante en su recorrido, de unos 100 a 107 km de longitud (navegables unos 70 km) y en el que recibe numerosos afluentes de pequeño tamaño, es Chúdovo. Es cruzado por la M10 a la altura de la aldea de Siabrenitsy. Desemboca al norte de Krasnofarforni y Gruzino.